# Matthias Beule
Matthias Beule (ur. 26 września 1877 w Grevenbrück, zm. 24 sierpnia 1921 w Kluczborku) – niemiecki rzeźbiarz.

## Życie

### Lata szkoły
Matthias Beule wcześnie wykazał się talentem do edukacji i projektowania. Po odbyciu w 1895 r. praktyki kamieniarskiej w Lippstadt, przez kilka lat pracował jako czeladnik w pracowni kolońskiego rzeźbiarza. W tym czasie monumentalny gotycki styl katedry w Kolonii musiał wywrzeć na nim głębokie wrażenie i ukształtować jego późniejszą twórczość. Ze względu na swój talent na przełomie wieków został przyjęty przez Akademię Sztuk Pięknych w Düsseldorfie, gdzie ukończył studia z wyróżnieniem.

### Wczesne lata zawodowe w Olpe i Düsseldorfie
Beule następnie pracował jako niezależny rzeźbiarz i specjalizował się w sztuce kościelnej. Pracował w Rheinbach i od 1898 do 1907 w pracowni rzeźbiarskiej Petera Winkelnkempera w Erkelenz. W 1907 ożenił się w Erkelenz z Marią Kathariną Marx.
Od 1907 zamieszkał w Olpe. W odbudowanym po pożarze kościele św. Marcina w Olpe jako swoje pierwsze duże dzieło stworzył grupę ukrzyżowania z Madonną nad głównym portalem. Uwagę zwracała również elewacja zachodnia, zaprojektowana w formach gotyckich, oraz jej rzeźby nad bocznymi wejściami.
Pietà i ołtarz Hubertusa w kościele św. Serwacego w Kirchveischede, rzeźbiony ołtarz główny w kościele św. Antoniego Einsiedlera w Drolshagen oraz Pietà w miejscu kultu na cmentarzu św. Mikołaja w Grevenbrück pochodzą z „okresu Olpe”. Retabulum ołtarzowe w Iseringhausen jest barwione na wzór gotyckich rzeźbionych ołtarzy. Zadaniem kolorowych ram było nadanie dziełu sztuki, jako przedmiotowi kultu, nieziemskiego blasku. Postacie budzą żywe wrażenie wyrazistymi twarzami, takimi jakie znamy z dzieł wielkich późnogotyckich rzeźbiarzy Tilmana Riemenschneidera czy Wita Stwosza.
W 1909 Beule przeniósł się do Düsseldorfu. Stąd zaprojektował i wykonał całe zdobienie nowej kopuły kościoła parafialnego św. Błażeja w Balve. Z tego okresu pochodzi rozbudowany, trzyczęściowy portal kościoła katolickiego św. Elżbiety w Gerthe (1912/1913, neoromański), ozdobiony kamiennymi płaskorzeźbami; płaskorzeźby ukazują wpływy secesji.

### Działalność na Górnym Śląsku
W 1911 Beule otrzymał zlecenie na wyposażenie neoromańskiego kościoła św. Pawła w Rudzie Śląskiej. Stworzył figury św. Floriana i św. Barbary, ołtarz główny i cztery ołtarze boczne. Szczególne uznanie Beule znalazł dla postaci świętych, dla których wzorował się na ludach wiejskich lub robotniczych z Górnego Śląska. W oczekiwaniu na dalsze wielkie zamówienia na Górnym Śląsku w 1912 roku przeniósł swoją siedzibę do Bytomia. Powierzono mu wykonanie całego wnętrza neoromańskiego kościoła Matki Bożej Różańcowej w Chropaczowie. Wyposażenie stworzone przez Beule’a również nosi cechy neoromańskie, na uwagę zasługuje ołtarz główny i ołtarz chrzcielny. Ołtarz Maryi w kościele pw. Najświętszego Serca Pana Jezusa w Zabrzu-Rokitnicy pokazuje, że Beule był również zorientowany w stylu barokowym. Inne dzieła Beule’a na Górnym Śląsku można znaleźć w kościele św. Wawrzyńca w Rudzie Śląskiej-Wirku oraz kościele parafialnym św. Jacka w Bytomiu-Rozbarku. Jednym z jego ostatnich dzieł jest pomnik w dzielnicy Godula.
Podczas I wojny światowej Beule służył jako sanitariusz. Poświęcał się szczególnie ciężko rannym i starał się uczyć ich sztuki i rzemiosła na kursach. W 1919 roku Beule zachorował na gruźlicę płuc, z której nigdy w pełni nie wyzdrowiał. Zmarł 24 sierpnia 1921 w Kluczborku.

## Spuścizna
Ze względu na swoją twórczość Beule cieszył się dużym uznaniem w kościołach Górnego Śląska.
Twórczość Matthiasa Beule’a nieco później popadła w zapomnienie. W 2012 roku, po długich staraniach – zwłaszcza członków rodziny Beule – działalność rzeźbiarza została podsumowana w dokumentacji fotograficznej i pokazana publiczności w ramach specjalnej wystawy w Muzeum Miejskim w Lennestadt.

## Literatura
- Joseph Boerger: Ważny Sauerland. W: Trutznachtigall, arkusze ojczyste dla elektoratu Kolonii Sauerland (czasopismo związku ojczystego Sauerlandów), rok 1924, s. 19–21.
- Hans Mieles: Matthias Beule. Rzeźbiarz w Sauerland i na Śląsku. W: „De Suerlänner”, lokalny kalendarz Kurkölnische Sauerland, rok 1968, s. 23 i nast.
- Ulrike Monreal-Kaiser: Matthias Beule. Życie artysty na przełomie wieków. W: Roczne wydanie lokalnego stowarzyszenia historii i turystyki Grevenbrück, nr 32 (2013), s. 21–28.